# Administratura apostolska Uzbekistanu
Administratura apostolska Uzbekistanu (łac. Apostolica Administratio Usbekistanianus; ros. Апостольская администрация Узбекистан) – samodzielna jednostka terytorialna dla katolików obrządku łacińskiego oraz jednostka podziału administracyjnego Kościoła katolickiego w Uzbekistanie, obejmująca swoim zasięgiem cały kraj. Utworzona 29 września 1997 przez papieża Jana Pawła II jako Misja „sui iuris”, a podniesiona 1 kwietnia 2005 do rangi Administratury apostolskiej.

## Historia
Chrześcijaństwo w Azji Środkowej pojawiło się w III w., jednak jego rozwój nastąpił dopiero w XIX w. po przyłączeniu Uzbekistanu do Imperium Rosyjskiego. Wspólnotę katolików tworzyli głównie Polacy, Litwini przesiedleni tu przez władze carskie. Wraz z nadejściem władzy radzieckiej w latach 20. XX w. Kościół katolicki musiał zejść do podziemia.
Do przełomu doszło dopiero po upadku ZSRR w 1991. W tym samym roku utworzono administraturę apostolską w Karagandzie, która objęła swoim zasięgiem obszar środkowej Azji, w tym Uzbekistanu. 29 września 1997 papież Jan Paweł II dokonał podziału administratury apostolskiej w Karagandzie, wydzielając z niej misję sui iuris Uzbekistanu. Obecnie swoją posługę duchową w tym kraju sprawują franciszkanie z polskiej prowincji św. Antoniego i bł. Jakuba Strzemię.
1 kwietnia 2005 misja sui iuris została podniesiona do rangi administratury apostolskiej przez papieża Jana Pawła II. Była to jedna z ostatnich decyzji papieża przed jego śmiercią.

## Administratorzy
- Administrator apostolski: ks. bp Jerzy Maculewicz OFMConv (od 2005)
- Senior administratury: o. Krzysztof Kukułka OFMConv[4] (od 2005)

## Parafie
- Parafia św. Andrzeja Apostoła w Bucharze
- Parafia Najświętszej Maryi Panny Zawsze Dziewicy w Ferganie[5]
- Parafia św. Jana Chrzciciela w Samarkandzie
- Parafia Najświętszego Serca Pana Jezusa w Taszkencie[5]
- Parafia Maryi Matki Nadziei w Urgenczu
- Parafia w Angrenie